# ولادیمیر کارابوتوف
ولادیمیر کارابوتوف (انگلیسی: Vladimir Karabutov؛ زادهٔ ۲۲ april ۱۹۶۷ (۵۷ سال)) ورزشکار واترپلو اهل روسیه است.
وی در مسابقات کشوری و بین‌المللی در مجموع برندهٔ ۲ مدال برنز شده‌است.